# Syncollesis trilineata
Syncollesis trilineata är en fjärilsart som beskrevs av George Francis Hampson 1910. Syncollesis trilineata ingår i släktet Syncollesis och familjen mätare. Inga underarter finns listade i Catalogue of Life.